# Associazione Calcio Femminile Norda Gorgonzola 1975
Questa voce raccoglie le informazioni riguardanti l'Associazione Calcio Femminile Norda Gorgonzola nelle competizioni ufficiali della stagione 1975.

## Rosa
Rosa parziale tratta da cronache sportive.
| N. |                   | Ruolo | Calciatrice          |
| -- | ----------------- | ----- | -------------------- |
| 8  | Scozia (bandiera) | A     | Mary Carey Anderson  |
| 2  | Italia (bandiera) | D     | Antonia Cannone      |
| 3  | Italia (bandiera) | D     | Maria Casati         |
|    | Italia (bandiera) |       | Anita Checchi        |
|    | Italia (bandiera) |       | Enrica Davalle       |
| 5  | Italia (bandiera) | C     | Maria Grazia Forante |
| 4  | Italia (bandiera) | C     | Anna Maria Galluzzi  |

| N. |                   | Ruolo | Calciatrice       |
| -- | ----------------- | ----- | ----------------- |
| 10 | Italia (bandiera) | A     | Aurora Giubertoni |
| 1  | Italia (bandiera) | P     | Cosima Longo      |
| 7  | Italia (bandiera) | A     | Ivana Manzoni     |
| 7  | Italia (bandiera) | C     | Pucci             |
|    | Italia (bandiera) |       | Carmela Ratclif   |
| 9  | Italia (bandiera) | A     | Alida Seghezzi    |
| 1  | Italia (bandiera) | P     | Michelina Stabile |